# کرسو کوواچچ
کرسو کوواچچ (انگلیسی: Kreso Kovacec؛ زادهٔ ۲۰ ژوئیهٔ ۱۹۶۹) بازیکن فوتبال اهل آلمان است.
از باشگاه‌هایی که در آن بازی کرده‌است می‌توان به باشگاه فوتبال آگسبورگ، باشگاه فوتبال هانزا روستوک، باشگاه فوتبال بوخوم، و باشگاه فوتبال هانوفر ۹۶ اشاره کرد.